# غريغور ولعنة الوورمبلودس
غريغور ولعنة الوورمبلودس (بالإنجليزية: Gregor and the Curse of the Warmbloods)‏؛ رواية فنتازية ضمن أدب الأطفال، من تأليف الروائية الأمريكية سوزان كولنز، صدرت عن مؤسسة إستلاستيك في 1 يوليو 2005، وهي ثالث روايات خماسية سجلات أندرلاند.